# VV Oosterparkers in het seizoen 1955/56
Het seizoen 1955/1956 was het eerste jaar in het bestaan van de Groninger betaaldvoetbalclub Oosterparkers. De club kwam uit in de Eerste klasse C en eindigde daarin op de 11e plaats, dit betekende dat de club in het nieuwe seizoen uitkwam in de Tweede divisie.

## Wedstrijdstatistieken

### Eerste klasse C
|       | DHC   | DOSKO | Fortuna | Helmondia '55 | Hilversum | KFC   | Oldenzaal | TOP   | Tubantia | UVS   | Volendam | Wilhelmina | Zeist | ZFC   | Zwartemeer |
| ----- | ----- | ----- | ------- | ------------- | --------- | ----- | --------- | ----- | -------- | ----- | -------- | ---------- | ----- | ----- | ---------- |
| Thuis | 5 – 2 | 0 – 0 | 2 – 2   | 1 – 1         | 2 – 1     | 3 – 1 | 0 – 2     | 1 – 1 | 1 – 0    | 0 – 1 | 2 – 2    | 0 – 1      | 1 – 1 | 1 – 2 | 6 – 0      |
| Uit   | 2 – 3 | 2 – 1 | 6 – 4   | 3 – 0         | 2 – 5     | 2 – 0 | 3 – 1     | 0 – 3 | 4 – 0    | 3 – 1 | 4 – 2    | 3 – 4      | 1 – 0 | 0 – 1 | 3 – 1      |

## Statistieken Oosterparkers 1955/1956

### Eindstand Oosterparkers in de Nederlandse Eerste klasse C 1955 / 1956
| Stand | Gespeeld | Gewonnen | Gelijk | Verloren | Punten | Doelpunten voor | Doelpunten tegen |
| ----- | -------- | -------- | ------ | -------- | ------ | --------------- | ---------------- |
| 11e   | 30       | 10       | 6      | 14       | 26     | 51              | 56               |

### Topscorers
| Competitie \| # \| Naam \| \| \| ------ \| -------------- \| -- \| \| 1. \| Jan Groninger \| 15 \| \| 2. \| Cor van Dorst \| 10 \| \| 3. \| Klaas Snip \| 7 \| \| 4. \| Meint Mulder \| 6 \| \| 5. \| Mans Weessies \| 5 \| \| 6. \| Henk Duitsch \| 3 \| \| 7. \| Van der Berg \| 1 \| \| 7. \| Bolhuis \| 1 \| \| 7. \| Jan Bolhuis \| 1 \| \| 7. \| Tjerk Bolhuis \| 1 \| \| 7. \| Gradus Fransen \| 1 \| \| Totaal \| Totaal \| 51 \| |                |      |
| # | Naam           | Goal |
| 1. | Jan Groninger  | 15   |
| 2. | Cor van Dorst  | 10   |
| 3. | Klaas Snip     | 7    |
| 4. | Meint Mulder   | 6    |
| 5. | Mans Weessies  | 5    |
| 6. | Henk Duitsch   | 3    |
| 7. | Van der Berg   | 1    |
| 7. | Bolhuis        | 1    |
| 7. | Jan Bolhuis    | 1    |
| 7. | Tjerk Bolhuis  | 1    |
| 7. | Gradus Fransen | 1    |
| Totaal | Totaal         | 51   |